# یانائول (شهرستان آسکینسکی، باشقیرستان)
یانائول (به لاتین: Yanaul) یک منطقهٔ مسکونی در روسیه است که در باشقیرستان واقع شده‌است.